# Sarılar, Tire
Sarılar là một xã thuộc huyện Tire, tỉnh İzmir, Thổ Nhĩ Kỳ. Dân số thời điểm năm 2010 là 563 người.